# 김태형 (1981년)
김태형(金泰亨, 1981년 3월 19일 ~ )은 대한민국의 가수, 배우이자 클릭비의 멤버이다.

## 학력
- 서울대곡초등학교 (졸업)
- 휘문중학교 (졸업)
- 광남고등학교 (졸업)
- 경희사이버대학교 글로벌경영학과

## 출연

### 방송
- 2018년 MBC 《미스터리 음악쇼 복면가왕》 - 우리골목 인기스타 소독차 <참가자>